# British Rail 13 sorozat
A British Rail 13 sorozat dízel-villamos tolatómozdony-sorozat volt. A típust 1965-ben tervezték, mivel a Tinsley rakodópályaudvar számára nagyobb vonóerővel rendelkező mozdonyokat kellett biztosítani, azonban a pályaudvar gurítódombos kialakítása révén a megfeneklés veszélye miatt hosszabb tengelytávú mozdonyokat nem lehetett biztonságosan üzemeltetni. A megfelelő vonóerő elérése érdekében kettő 08 sorozatú tolatómozdonyt párbakapcsoltak „fő- és mellékmozdonyi” alakzatban, a mellékmozdony vezetőfülkéjét eltávolították. A típus közel húsz évet szolgált, a Tinsley 1985-ös bezárásával a mozdonyokat is kivonták az állományból, majd mindegyiket feldarabolták.

## Háttér
A British Railwaysnek a dízelvontatás megjelenésével problémát okozott a 90–100 angol tonna (91,4–102 t) súlyú D tengelyelrendezésű szertartályos gőzmozdonyok kiváltása, mivel az ezzel egy időben elterjedt irányvonatokhoz nem bizonyult megfelelőnek a szabványos, 08 sorozatú, 48 angol tonna (48,8 t) súlyú, 350 lóerő (261 kW) névleges teljesítményű tolatómozdonyok kedvező körülmények mellett elért 30 000 lbf (133 kN) vonóereje. Az angliai gurítódombos rendező pályaudvarokon éppen ezért bevett gyakorlat volt kettő 08 sorozatú tolatómozdony gyakorlatilag állandó jellegű összekapcsolása.
A British Railways nem tekintette elfogadhatónak egy esetlegesen külön ennek a feladatnak az ellátására tervezett nem szabványos mozdony alkalmazását, mivel a megkövetelt vonóerő elérése háromtengelyes mozdony esetében túl nagy tengelyterhelést jelentett volna, melynek csökkentése érdekében négytengelyűre kellett volna tervezni azt, viszont a nagyobb tengelytávolság miatt nőtt a megfeneklés veszélye. A nem sokkal korábban megnyílt Tinsley rendező pályaudvart három példány többegységes mozdonnyal látták el.
A 13 sorozatú mozdonyok kettő darab, kisebb-nagyobb változtatáson átesett 08 sorozatú mozdonyból álltak. A főegység tolatóművét és soros–párhuzamos kapcsolóját segédkontaktorokkal látták el, felszereltek egy motorvezérlő légszelepet, a generátor ellenállásának fokozatait növelték, így a mozdony teljesítményét öt helyett tizennégy fokozatban lehetett szabályozni a menetkarral. Kettő elszívószivattyút is felszereltek a fékvezetékből való gyorsabb levegőürítés érdekében. Ezek közül az egyik állandó jelleggel működött, ha a motorok jártak, míg a másik szükség esetén bekapcsolható volt. 
A vezetőfülkébe a szerszámtartó szekrénybe a szinkronvezérléshez szükséges berendezéseket szerelték, illetve visszajelző lámpákat szereltek az alegység motorjának, a hűtővíz és a kenőolaj hőmérsékletének állapotkijelzésére, ezek mellett az alegység generátorának áramerősségének mérésére egy ampermérőt, valamint elektromos sebességmérőt, rádiótelefont és gurításjelző-ismétlő vezetőállásjelzőt is beszereltek. A két egység között a lég- és a légűrfékek kapcsolatát úgy alakították ki, hogy szakadás esetén mindkét egységnél aktiválódjanak a fékek. Az alegységen ennél jóval drasztikusabb változtatásokat vittek végbe, melyek közül a legszembetűnőbbek a strukturális módosítások, amely keretében a vezetőfülkét eltávolították, hogy a főegységből az alegység géptere mellett még valamelyest körbe lehessen látni. A vezetőfülke helyén így egy fedetlen platformot alakítottak ki, melyet derékvonalig a hátsó és az oldalsó falak határoltak és ahova az egykoron a vezetőfülkébe vezető lépcsőkön lehetett feljutni. Ezt arra használták, hogy a tolatószemélyzet biztonságosan átjuthasson a vonat egyik oldaláról a másikra vagy biztonságosan utazhasson a vezetőfülkébe való felkapaszkodás nélkül. A mozdony négy sarkán széles tolatólépcsők voltak kialakítva.
A mozdonyok eredetileg vezetőfülke-vezetőfülke kialakításban voltak párba kapcsolva, azonban később praktikusabbnak bizonyult a főegység orrát a mellékmozdony vezetőfülkéjéhez kapcsolni. Az orr–orr összekapcsolás nem volt megvalósítható, mivel a hűtőventilátorok egymással szembe néztek volna, ami a motorok túlmelegedéséhez vezethetett volna. A vonóerő javítása érdekében mindkét egységet 3-3 angol tonna eltávolítható ballaszttal terhelték. A két alegység abból a szempontból szétválaszthatatlanul párbakapcsolták, hogy néhány élményjáratot leszámítva teljes élettartamuk során a nagy vonóerőt megkívánó gurítódombos feladatok ellátására lettek beosztva, azonban a két alegység közötti kapcsolatot szabványos csavarkapocsos rögzítéssel oldották meg, így mechanikailag a kapcsolat bontható volt. A főegység egymagában is üzemképes volt.

## Egységek
A három mozdonypár a következőképpen volt kialakítva:

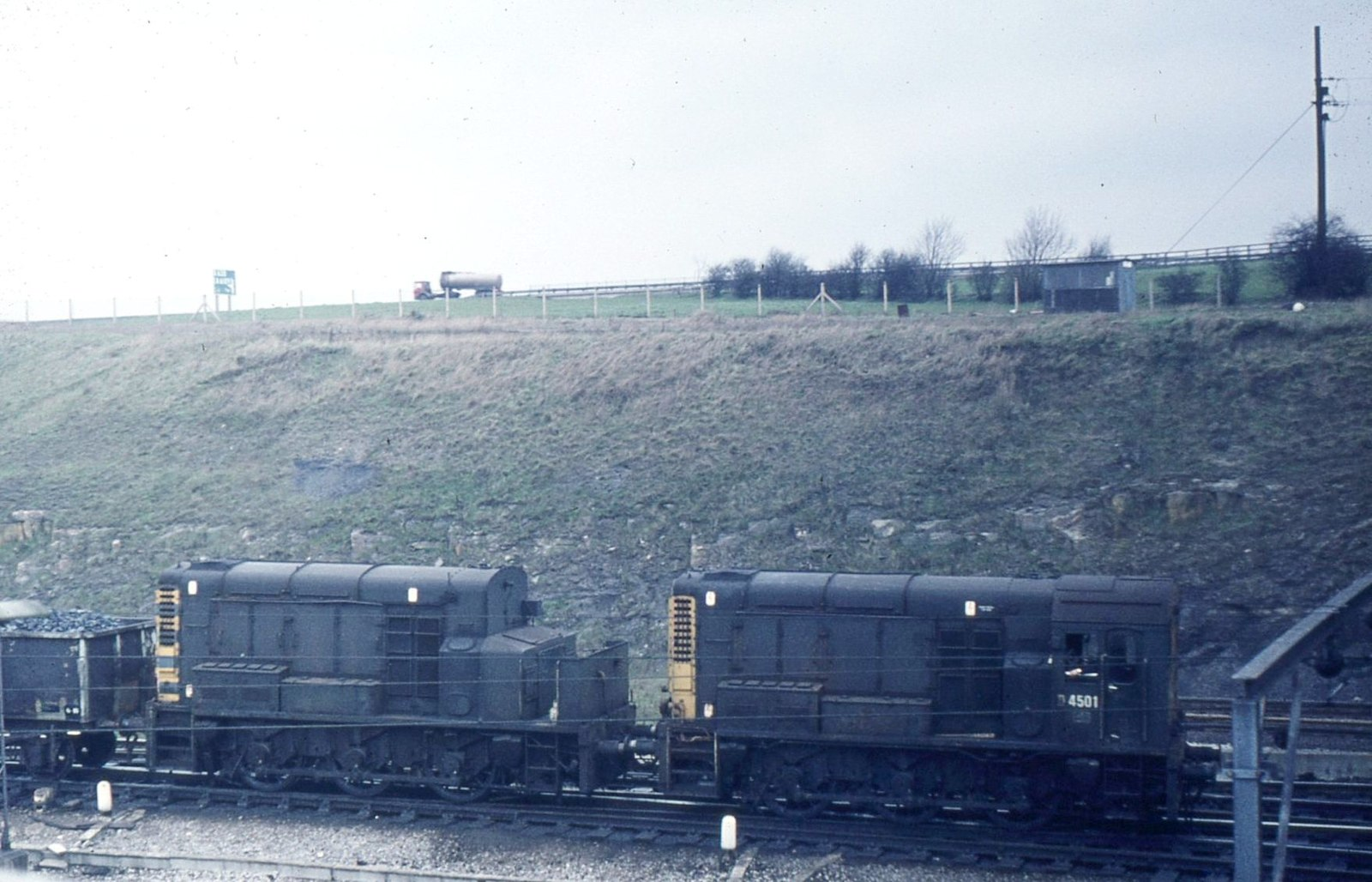
A D4501 (később 13 001) Tinsleyben

| Pályaszám | Pályaszám | Főmozdony | Mellékmozdony | Állományból törölve | Sors                                                  | Forrás |
| Eredeti   | TOPS      | Főmozdony | Mellékmozdony | Állományból törölve | Sors                                                  | Forrás |
| --------- | --------- | --------- | ------------- | ------------------- | ----------------------------------------------------- | ------ |
| D4501     | 13001     | D4190     | D4189         | 1985. január        | 1985 májusában a BREL Swindonban leselejtezték        | [ 8 ]  |
| D4502     | 13002     | D4187     | D3697         | 1981. június        | 1982 októberében a BREL Swindonban leselejtezték      | [ 9 ]  |
| D4500     | 13003     | D4188     | D3698         | 1985. január        | 1986 szeptemberében a BREL Doncasterben leselejtezték | [ 10 ] |

## Selejtezés
A tinsley-i  gurítódombos tolatási munkák megszűnésével a sorozat feleslegessé vált. A mozdonyok egyedi tulajdonságaira máshol nem volt szükség, így az állományból kivonás elkerülhetetlen volt; a 13 002-es mozdonyt 1981-ben vonták ki, a fennmaradó két mozdony pedig a Tinsley 1985-ös bezárásával távozott. A sorozatból egyetlen példány sem maradt fenn, 1986-ig mindegyik egységet szétvágták.

## Fordítás
- Ez a szócikk részben vagy egészben  a   British Rail Class 13 című angol Wikipédia-szócikk ezen változatának fordításán alapul.  Az eredeti cikk szerkesztőit annak laptörténete sorolja fel. Ez a jelzés csupán a megfogalmazás eredetét és a szerzői jogokat jelzi, nem szolgál a cikkben szereplő információk forrásmegjelöléseként.

## Ajánlott irodalom
- McManus, Michael. Ultimate Allocations, British Railways Locomotives 1948 - 1968 (angol nyelven). Wirral. Michael McManus
- Pobgee, Ray (1983. február 1.). „We're two of a kind…” (angol nyelven). Rail Enthusiast, 22–23. o, Kiadó: EMAP National Publications. ISSN 0262-561X.